# Le 8e Pilote
Le 8e Pilote est le huitième album de la bande dessinée Michel Vaillant. Dans cet opus, Jean Graton raconte l'histoire d'une opposition tumultueuse qui se transformera fortuitement en amitié, le tout sur fond de rivalité sportive extrême.

## Synopsis
Aujourd'hui, c'est un grand jour pour Michel Vaillant. En effet, il commence en ce lendemain d'anniversaire patriarcal, la formation de sept pilotes dans la nouvelle école de formation Vaillante. Sept pilotes, de nationalités et de milieux différents, qui devront apprendre à cohabiter et développer leur esprit d'équipe afin de pouvoir participer par la suite aux compétitions automobiles réservées à leur catégorie.
Pourtant, l'arrivée d'un huitième pilote, le russe Nicolas Olensky, va mettre le feu à la camaraderie des jeunes pilotes et créer une tension vivace avec l'américain du groupe, Roy Johnson. Michel parvient par la suite, à travers différentes épreuves, à faire comprendre aux deux hommes que l'amitié peut être plus forte que les incompréhensions liées à leurs deux nationalités respectives.

## Véhicules remarqués

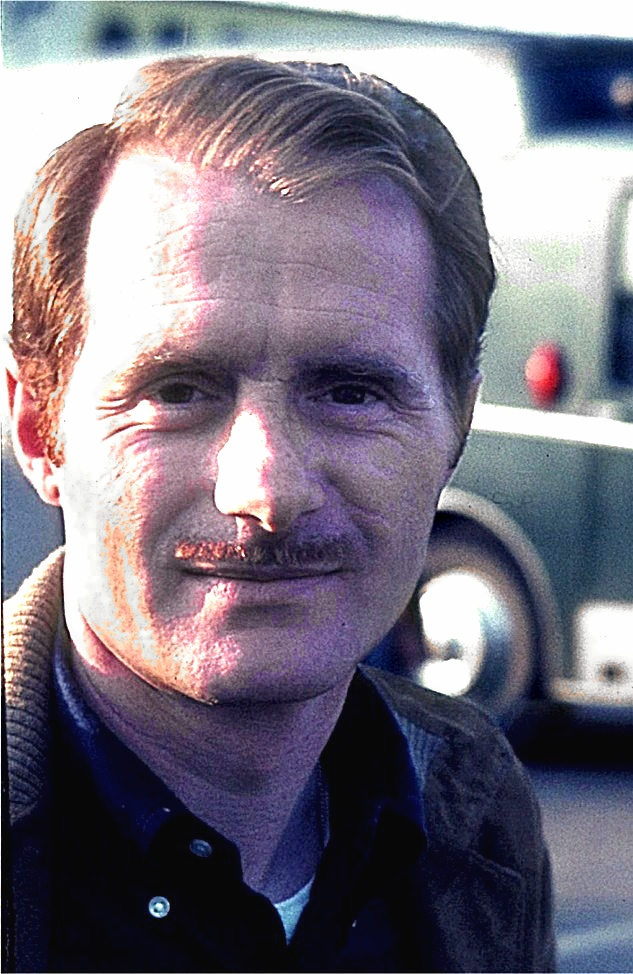
Lucien Bianchi, principal adversaire des élèves pilotes de l'album.

- Alpine A108, pilotée par Mauro Bianchi
- Porsche 356
- Citroën DS19, pilotée par Lucien Bianchi et Georges Harris
- Volvo PV544

### Véhicules fictifs
- Vaillante Ipharra
- Vaillante Minibus
- Vaillante Junior
- Vaillante Ardennes
- Vaillante Junior Sport
- Vaillante Le Mans GT

## Publication

### Revues
Les planches du 8e Pilote furent publiées dans le Journal de Tintin entre le 11 septembre 1962 et le 9 avril 1963 (n° 37/62 à 15/63).

### Album
Le premier album fut publié aux Éditions du Lombard en 1965 (dépôt légal 04/1965).